# Bored Panda
Bored Panda (en español: Panda aburrido) es un sitio web de Lituania que publica artículos sobre "temas ligeros e inofensivos". Fue fundado en 2009 por Tomas Banišauskas, quien en aquel entonces era un estudiante de administración empresarial en la Universidad de Vilna. El sitio obtiene la mayor parte de sus ingresos de los anuncios que se ejecutan en el sitio web.
La página de Facebook de Bored Panda recibió más de 30 millones de me gusta, comentarios y reacciones en octubre de 2017, más que cualquier otro sitio web en inglés ese mes. Bored Panda también informó que fue vista por 116 millones de personas ese mes. 
En noviembre de 2017, Wired informó que el sitio había florecido a pesar de que Facebook tomó medidas con los titulares de clickbait que llamaran la atención, un cambio que había hecho que las controvertidas noticias políticas fueran mucho más exitosas en la plataforma.
Banišauskas atribuye el éxito de su sitio a su decisión de publicar una pequeña cantidad de artículos de mayor calidad y evitar el uso de titulares de clickbait.  Evan Griffith describió a Bored Panda como "un retroceso a cuando Internet era menos un reflejo adictivo e inductor de estrés de la fealdad de la vida moderna, y más un lugar para matar el tiempo cuando estábamos aburridos".